# Lincoln Burrows
Pour les articles homonymes, voir Burrows.
Lincoln Burrows est un personnage fictif du feuilleton télévisé Prison Break, joué par Dominic Purcell.
Petit délinquant de Chicago, Lincoln Burrows voit sa vie basculer lorsqu'il est accusé du meurtre du frère de la vice-présidente des États-Unis. Ce meurtre, qu'il n'a pas commis, l'emmène dans le couloir de la mort. Alors qu'il doit se faire exécuter, son frère, le génie Michael Scofield, decide de se faire incarcérer à son tour pour le faire évader de prison.

## Surnoms
À la prison de Fox River, le surnom de Lincoln est "the Sink" ce qui signifie "l'évier" mais on peut également le traduire par "sombrer". En version française, on le surnomme "Linc Le déluge", puisque condamné à mort il ne peut que penser à « après moi le déluge », selon les autres prisonniers.
Michael l'appelle la plupart du temps par un diminutif "Linc".
La véritable origine du surnom vient de l'expression anglaise "everything but the kitchen sink" signifiant que la personne concernée utilisera tous les moyens/objets à sa portée "sauf l'évier (qui ne peut pas bouger)".
Dans le cas de Lincoln, le jeu de mots Link the Sink réfère à sa dangerosité et à sa force : s'il attaque, il ne se ménagera pas pour remporter la victoire. Ce qui reste très éloigné de la traduction française.

## Biographie fictive

### Jeunesse et parcours avant son incarcération
Lincoln est le fils d'Aldo Burrows et de Christina Rose Scofield. Il s'avère en fait qu'il a été adopté (saison 4). Petit, la vie de Lincoln est difficile mais il est très proche de son frère qu'il protège beaucoup. Après la mort de leur mère et alors que leur père était parti sans revenir depuis longtemps, Lincoln est devenu le tuteur légal de Michael. 
Quand Michael avait 18 ans, Lincoln a emprunté 90 000 $ à Crab Simons pour payer les études universitaires de Michael, en lui disant que c'était sa part de l'assurance-vie de leur mère. En fait, il n’y avait en réalité aucune assurance-vie et cet argent est le début des événements qui ont finalement mené Lincoln à sa condamnation à mort.

### Saison 1
Lincoln est accusé de l'assassinat de Terrence Steadman, son ancien patron, PDG d'une ONG environnementale et frère de Caroline Reynolds, vice-présidente des États-Unis. La principale preuve contre lui est une vidéo de surveillance du parc de stationnement souterrain le montre commettant le meurtre (en fait, cet enregistrement a été volontairement trafiqué). Il clame son innocence au procès, mais est reconnu coupable et condamné à mort. Il a épuisé tous ses appels et la date de son exécution est fixée au 11 mai.
Son frère, Michael Scofield, convaincu de l'innocence de Lincoln, se fait incarcérer dans le même pénitencier que lui : celui de Fox River à Chicago, dans l’État de l'Illinois. Scofield, ingénieur en génie civil, a participé à la réfection total du pénitencier, il a donc tous les plans nécessaires pour mener à bien son plan, qu'il se fera tatouer pour avoir ces plans avec lui. En parallèle, les avocats de Lincoln, son ancienne petite amie Veronica Donovan, et Nick Savrinn, mettent tout en œuvre pour prouver son innocence et empêcher son exécution en tentant de démasquer le complot formé contre lui.
La veille du jour prévu pour l'évasion, Lincoln essaie d'empêcher un gardien de s'approcher de la salle des gardes pour qu'il ne voit pas le trou effectué par Michael et son équipe. Cela provoque son placement en isolement, mettant en péril l'exécution du plan d'évasion. Son exécution a été retardée temporairement car de nouveaux documents ont été remis anonymement au juge. Le report de 2 semaines permet à Michael de reformuler son plan, l'exécution est en effet repoussée au 26 mai.
Une semaine plus tard, son fils L.J., accusé de l'assassinat de sa mère Lisa et de son beau-père, est finalement arrêté pour avoir tenté de tuer « Owen Kravecki », qui est le nom d'emprunt de l'agent Kellerman. Étrangement, Lincoln reçoit l'autorisation d'aller voir son fils, en restant sous la surveillance des gardiens. Ce droit de sortie a en réalité été orchestré par l'agent Kellerman et la vice-Présidente Reynolds pour éliminer Lincoln une bonne fois pour toutes. Ils provoquent un accident de voiture pour maquiller leurs intentions. Après que le fourgon de la prison s'est écrasé, Kellerman tente d'étouffer Lincoln avec un gant mais celui-ci est sauvé de justesse par son père, Aldo Burrows. Se cachant dans une casse de voitures, le père de Lincoln lui révèle que si Lincoln a été choisi pour la mise en scène du meurtre de Terrence Steadman, ce n'était pas un hasard. Son père, qui a travaillé pendant longtemps pour Le Cartel, a dérobé des documents secrets sur Ecofield. Par conséquent, afin de capturer le père de Lincoln et de retrouver ces documents compromettants, le Cartel a volontairement envoyé Lincoln dans le couloir de la mort. Ils espéraient que le père de Lincoln sorte au grand jour pour le sauver.
Par ailleurs, Lincoln est écœuré d'apprendre que son père avait volontairement choisi d'abandonner sa famille pour rejoindre Le Cartel. Il l'accuse alors d'être responsable de tous les malheurs qui se sont abattus ces dernières années: sa condamnation à mort, le meurtre de Lisa et les incarcérations de Michael et de L.J. Malgré tout, quand Kellerman découvre leur cachette, Lincoln incite son père à fuir pour qu'il ne soit pas découvert. Lincoln signale alors sa présence à Bellick afin d'échapper à l'agent Kellerman.
Repris, Lincoln a été remis en isolement sous surveillance continue à Fox River. Cela complique les projets de Michael qui n'avait plus qu'à régler le problème de la clé de l'infirmerie pour accomplir son plan d'évasion. Lorsqu'une permission de visite est accordée à Michael, Lincoln le pousse à s'enfuir sans lui car le trou a été découvert par Bellick, le plan d'évasion est sur le point de s'effondrer. La nuit de l'évasion, Michael obtient de force le transfert de Lincoln à l'infirmerie. Ils réussissent donc à s'enfuir à la fin de la première saison.

### Saison 2
Avec son frère Michael et les autres fugitifs, Lincoln échappe avec succès à Brad Bellick et ses gardes. Ils se rendent alors à Oswego, où Michael avait caché des vêtements de rechange dans une tombe ainsi que des nouveaux passeports, de l'argent et des cartes de téléphone prépayées.
Quand Veronica téléphone à Lincoln pour l'informer qu'elle a découvert Steadman toujours en vie, Lincoln entend impuissant la jeune femme se faire assassiner par les agents du Cartel. Assommé par cette perte, Lincoln exige de Michael qu'il l'aide à récupérer son fils au tribunal avant qu'il ne soit transféré dans une prison. Refusant dans un premier temps de se détourner de son plan initial, Michael finit par se résoudre à aider son frère. Ils mettent rapidement un plan au point; Lincoln réussit à entrer en contact avec L.J. au téléphone en se faisant passer pour Nick Savrinn. Seulement ce plan échoue lorsque l'agent spécial Mahone du FBI décode le message de Lincoln à L.J. - «Au troisième, attend Otis Droit». Malheureusement, lors de leur fuite, Lincoln se prend une balle dans la jambe.
Michael amène Lincoln à l'appartement de sa femme Nika Volek et s'occupe de sa blessure. Après que Michael a récupéré sa voiture, il met en scène leur mort dans un faux accident de voiture suivi d'une explosion. Lorsque les agents fédéraux arrivent sur les lieux, ils pensent que Michael et Lincoln ont été tués. Mais s'ils ont échappé provisoirement à la police, ils ne se sont pas rendu compte qu'ils avaient été suivis par Bellick et Geary, qui avaient appris l'existence de l'argent enterré à Tooele en Utah.
Grâce à Nika, ils réussissent à se sauver et arrivent enfin en Utah. Ils y retrouvent T-Bag et Tweener. Après avoir difficilement localisé l'endroit où l'argent est caché, ils sont rejoints par Sucre et C-Note et procèdent à la fouille. Pendant ce temps, l'agent Kellerman, afin d'essayer de piéger Lincoln, réussit à faire libérer L.J. de prison. En l'apprenant, Lincoln décide immédiatement de partir rechercher son fils. Michael tente de le raisonner mais s'incline une fois de plus devant la détermination de son frère. Il donne à Lincoln un point de rendez-vous pour qu'ils puissent le rejoindre trois jours plus tard. Lincoln parvient à récupérer L.J. sous le nez des agents du FBI, en payant un homme dans la rue pour qu'il tabasse L.J. afin qu'il soit amené à l'hôpital.
Lincoln et L.J. enfin réunis, se dirigent en voiture au point de rendez-vous fixé par Michael. Durant leur voyage, ils se font repérer et doivent abandonner leur voiture. Ils décident de prendre le train mais Lincoln est de nouveau reconnu. Un agent de police est alors alerté. Au cours de leur fuite, L.J. est heurté par une voiture et la police parvient à arrêter Lincoln. Lors de l'épisode suivant, L.J. et Lincoln sont secourus par un groupe composé d'associés du père de Lincoln. Ils se réfugient au Colorado.
Lors de cette nouvelle rencontre avec son père, Lincoln apprend qu'il existe un moyen de prouver son innocence et qu'il y a de grandes chances pour que Sara Tancredi la détienne. Après avoir survécu à une attaque d'un associé de son père (qui travaillait en réalité pour le Cartel), Lincoln décide de confier L.J. à Jane, une autre associée de son père bien plus digne de confiance. Il part à la rencontre de Michael en compagnie de son père.
Dans l'épisode suivant, Lincoln apprend que son frère a été brutalisé par un père nourricier lorsqu'il était enfant et que son père l'avait tué. Rattrapés par l'agent Mahone, les fugitifs doivent s'enfuir en voiture. Au cours de la fusillade, Aldo Burrows est mortellement touché et succombe quelques instants plus tard. Avant de mourir, il demande à ses fils de lui pardonner et regrette de ne pas les avoir connus. Lincoln, assis sur le siège avant, ne montre pas sa tristesse à son père et ne se retourne pas. Après l'avoir enterré, Michael et Lincoln évoquent les nombreuses morts dont s'est rendu coupable le Cartel. Lincoln ne voit pas de fin à cette escalade de violence.
Peu après, devant l'avion prêt à décoller en direction du Panama, Michael et Lincoln décident de rester et font leurs adieux à Sucre. Ils veulent retrouver Sara Tancredi qui détient la preuve de l'innocence de Lincoln et mettre fin aux agissements du Cartel.
En tentant de la contacter au moyen d'un téléphone portable, Michael et Lincoln sont percutés en voiture par l'agent Mahone. Sans arme, ils sont mis en joue par l'agent du FBI. Cependant il est interrompu par la patrouille des frontières qui procède à l'arrestation des deux frères. Dans l'intention de les tuer, les agents Mahone et Kellerman décident de mettre au point un piège lors du transfert des deux prisonniers en fourgon vers la prison de Fox River. Lincoln pousse Michael à s'enfuir avec lui et affronter les éventuels tireurs à leurs trousses. Durant leur fuite, ils tombent nez à nez avec l'agent Kellerman. Celui-ci tire sur Mahone et propose son aide aux deux frères.
Lincoln, Michael et Kellerman se dirigent à Blackfoot, Montana, pour prouver la vérité sur Terrence Steadman. Lincoln, finalement, est face à face avec Steadman, l'homme qui le fit condamner à mort. Une fois Steadman capturé, le trio s'installe dans un motel pour se cacher des Services Secrets. Michael contacte ensuite les médias pour prouver l'innocence de Lincoln, mais Steadman saisit un pistolet et finit par se suicider, privant ainsi Michael et Lincoln de leur passeport pour la liberté et Kellerman de sa quête de vengeance.

### Saison 3
Après que Michael a été emprisonné à Sona (une prison où seuls les déténus sont maitres), Lincoln le contacte pour lui dire que son fils et Sara ont été enlevés par un agent du Cartel. L'agent du nom de Gretchen Morgan compte se servir de Michael pour faire sortir un dénommé Whistler de Sona et utilise donc les otages comme levier.
Une fois Michael évadé avec Whistler, ainsi qu'avec un autre détenu nommé Luis Gallego et Mahone qui avait aussi été incarcéré à Sona, ils se dirigent vers la plage où ils retrouvent Lincoln qui avait apporté des appareils respiratoires pour pouvoir fuir par l'eau. La présence de Mahone énerve Lincoln qui le hait encore pour la mort de son père et préfère l'abandonner car il n'y a pas assez de masques respiratoires pour tous mais Michael le convainc de le laisser venir et qu'il partagera son masque avec Luis.
Une fois arrivés à l'entrepôt où ils doivent remettre Whislter contre les otages, celui-ci essaye de s'enfuir mais Lincoln le rattrape et l'assomme. Après quelques complications et des coups de feu, Lincoln parvient à retrouver LJ et parvient à s'enfuir tandis que Michael part à la poursuite de Gretchen pour venger Sara, qui avait apparemment été tuée par l'agent du Cartel.

### Saison 4
Lincoln et Michael se voient obligés de travailler avec Mahone, Bellick, Sucre et un génie de l'informatique pour la sécurité intérieure dont le but est de faire tomber le Cartel, en récupérant Scylla, la carte maîtresse de cette organisation de malfaiteurs. Pendant la saison, Lincoln découvre que sa mère est vivante et à travaillé pour le cartel, qu'elle affronte désormais. Il apprend par cette dernière qu'il a été adopté et que Michael n'est donc pas son "vrai" frère. Il est blessé par sa mère qui ne l'a vraisemblablement jamais aimé mais est sauvé in-extrémis par Mahone et Michael. La relation des deux frères ne semble pas affectée par cette révélation.
Finalement Lincoln aide Michael à faire évader Sara de prison puis regagne sa liberté. Mais il assiste au décès de son frère. 

### Saison 5
Lincoln aide son frère, finalement encore vivant (voir Saison 5 de Prison Break), a prendre sa revanche sur poseidon. Lincoln joue un rôle important.